# MSN
MSN (Microsoft Network) — великий інтернет-провайдер і вебпортал, а також десята за популярністю (0,01 %) у світі пошукова система, створені компанією Microsoft і запущені 24 серпня 1995 року (дата відкриття збігається з датою випуску Windows 95). Пізніше назва «MSN» була поширена на сервіс електронної пошти Hotmail, клієнт служби миттєвих повідомлень MSN Messenger, а також на ряд вебсайтів, які підтримує Microsoft.
Із 9 млн передплатників, MSN є другим за величиною інтернет-провайдером у США після AOL LLC із його 26,5 млн клієнтів. За даними системи Alexa, MSN.com зараз є третім за відвідуваністю англомовним ресурсом в мережі Інтернет, після своїх конкурентів Yahoo! і Google. Також в Outlook Express і Microsoft Office Outlook версії 10 і нижче, за умови реєстрації облікового запису електронної пошти, від MSN.com «приходив» вітальний лист з усіма посиланнями.
Нещодавно запущені сервіси:
- MSN Groups (закритий 21 лютого 2009) — безкоштовний форум-сервіс.
- MSN Spaces (закритий 16 березня 2011) — безкоштовний блог-сервіс, аналог LiveJournal.

Функції налаштування MSN — My MSN і Hotmail було взято з сервісної авторизації Microsoft Passport.